# 7 чудес України
«7 чудес України» — український документальний серіал про сім чудес України, який складається із циклів «7 історичних чудес України», «7 природних чудес України», «7 чудес України: замки, палаци, фортеці», «7 чудес України: історичні міста та містечка», «7 чудес України: малі батьківщини великих українців». Автор і ведучий: Микола Томенко.

Автор і ведучий Микола Томенко про завдання серіалу:
«Спеціальним завданням цього нового серіалу є допомога у пропагуванні історичних, культурних та туристичних можливостей міст та невеличких містечок України, а також донесення до широкого загалу невідомих та менш знаних сторінок української історії та героїчних постатей».

## Інформація про фільм
Мрієте побачити величні замки, поблукати розкішними палацами, відчути могутню силу фортець, а відпустка вже закінчилась… Тоді дивіться цикл телепередач, присвячених фіналістам акції «7 чудес України: замки, фортеці, палаци»". Ведучим-екскурсоводом програми стане відомий громадський і політичний діяч, ініціатор та голова Оргкомітету акції «7 чудес України» Микола Томенко.
В основу програми лягли розповіді про створення цих об'єктів, їх історичну долю та легендарність. Ми хотіли, щоб переглядаючи їх глядачі дізнавалися якомога більше про маловідомі та загадкові факти, які мали місце в цих замках, фортецях та палацах, — розповідає Микола Томенко, — тому можна сказати, що нашою метою було по-новому відкрити ці об'єкти, дізнатися їхні таємниці, оцінити культурну, історичну та архітектурну значущість та, звісно, розповісти це глядачу.

## Перелік серій циклу «7 чудес України: замки, палаци, фортеці»
- 01. Сім чудес України — Качанівський палац
- 02. Сім чудес України — Збаразький замок
- 03. Сім чудес України — Генуезька фортеця. Судак
- 04. Сім чудес України — Митрополичий палац. Чернівці
- 05. Сім чудес України — Аккерманська фортеця. Білгород-Дністровський
- 06. Сім чудес України — Дубенський замок
- 07. Сім чудес України — Воронцовський палац. Алупка
- 08. Сім чудес України — Чигиринська фортеця
- 09. Сім чудес України — Олеський замок
- 10. Сім чудес України — Лівадійський палац
- 11. Сім чудес України — Меджибізька фортеця
- 12. Сім чудес України — Палац Кирила Розумовського. Батурин
- 13. Сім чудес України — Ужгородський замок
- 14. Сім чудес України — Золочівський замок
- 15. Сім чудес України — Хотинська фортеця
- 16. Сім чудес України — Київська фортеця
- 17. Сім чудес України — Бахчисарайський палац
- 18. Сім чудес України — Замок Паланок. Мукачеве
- 19. Сім чудес України — Кам'янець-Подільська фортеця
- 20. Сім чудес України — Луцький замок
- 21. Про зйомки та хто переміг у акції 7 чудес України